# La République des lettres (Catulle Mendès)
Cet article concerne la revue du XIXe siècle. Pour le concept qui lui a donné son nom, voir République des Lettres. Pour la revue du XXe siècle, voir La République des Lettres.
La République des lettres est un périodique créé le 20 décembre 1875 par Catulle Mendès et disparu le 3 juin 1877 après 55 numéros.

## Description
Dirigée par Catulle Mendès et Adelphe Froger, et publiée successivement par Alphonse Derenne, puis par la Librairie de l'Eau-forte de Richard Lesclide, La République des lettres se veut une revue de littérature française et étrangère, et publie des poésies, des nouvelles, des études philosophiques...
D'abord mensuelle (de décembre 1875 jusqu'à juin 1876), elle devient hebdomadaire de juin 1876 jusqu'à sa disparition en juin 1877. Elle se complète durant cette seconde période d'une section sur l'actualité politique et artistique.
Elle reçoit les écrits de personnes illustres de l'époque : Leconte de Lisle, Gustave Flaubert, Théodore de Banville, Anatole France, José-Maria de Heredia, Ernest d'Hervilly, Victor Hugo, Léon Cladel (Le Tombeau des lutteurs), Richard Wagner, Sully Prudhomme, François Coppée  et accueille également de jeunes auteurs comme Auguste de Villiers de L'Isle-Adam, Stéphane Mallarmé, Paul Alexis, Émile Zola qui y publia les derniers épisodes de L'Assommoir, Anatole France, Paul Bourget, Jean Richepin   ou Guy de Maupassant (sous le nom de Guy de Valmont). Henry Roujon en est le secrétaire de rédaction sous le pseudonyme d'Henry Laujol. La revue contribua à promouvoir les mouvements littéraires naissants (parnassien, naturaliste).
La revue cesse après un dissentiment entre Mendès et Froger, entrainant même un procès.